# Trioza fusca
Trioza fusca är en insektsart som beskrevs av Mathur 1975. Trioza fusca ingår i släktet Trioza och familjen spetsbladloppor. Inga underarter finns listade i Catalogue of Life.